# Myrthe Schoenaker
Myrthe Jeanine Schoenaker (* 1. Juni 1992 in Olst) ist eine ehemalige niederländische Handballspielerin, die für die niederländische Nationalmannschaft auflief.

## Vereinskarriere
Myrthe Schoenaker begann das Handballspielen im Alter von sechs Jahren in ihrer Geburtsstadt beim SC Overwetering. Anschließend lief sie für Kwiek Raalte auf. 2011 schloss sich die Rückraumspielerin SERCODAK Dalfsen an. Mit Dalfsen gewann sie 2012, 2013, 2014 und 2015 sowohl die niederländische Meisterschaft als auch den niederländischen Pokal. 2015 unterschrieb sie einen Vertrag beim deutschen Bundesligisten Füchse Berlin. Nachdem Berlin zum Saisonende 2015/16 seine Mannschaft aus der Bundesliga zurückgezogen hatte, wechselte sie zum dänischen Verein København Håndbold. Mit København Håndbold gewann sie 2018 die dänische Meisterschaft. Ab dem Sommer 2018 stand sie beim deutschen Verein VfL Oldenburg unter Vertrag. Zur Saison 2020/21 schloss sie sich dem Ligakonkurrenten HSG Blomberg-Lippe an.  Der ursprünglich bis zum Juni 2022 laufende Vertrag wurde am Ende der Saison 2020/21 einvernehmlich vorzeitig aufgelöst. Daraufhin schloss sie sich der HSG Bensheim/Auerbach an. Mit Bensheim/Auerbach stand sie im Jahr 2023 im Finale des DHB-Pokals. Nach der Saison 2022/23 beendete sie aus gesundheitlichen Gründen ihre Karriere.

## Nationalmannschaft
Myrthe Schoenaker gehörte dem Kader der niederländischen Juniorinnen-Nationalmannschaft an, mit der sie den dritten Platz bei der U-18-Handball-Weltmeisterschaft der Frauen 2010 sowie den zweiten Platz bei der U-19-Handball-Europameisterschaft der Frauen 2011 gewann. Für die niederländische Frauen-Nationalmannschaft bestritt sie 13 Länderspiele, in denen ihr 19 Treffer gelangen.

## Trainerlaufbahn
Schoenaker übernahm im Sommer 2023 die 3. Damenmannschaft von Kwiek Raalte.